# Damasippus staudingeri
Damasippus staudingeri är en insektsart som beskrevs av Ludwig Redtenbacher 1906. Damasippus staudingeri ingår i släktet Damasippus och familjen Prisopodidae. Inga underarter finns listade i Catalogue of Life.